# ヴァルドルフ (バーデン)
ヴァルドルフ (ドイツ語: Walldorf, ドイツ語発音: [ˈvaldɔrf] ( 音声ファイル)) は、ドイツ連邦共和国バーデン＝ヴュルテンベルク州北部のライン＝ネッカー郡北中部に位置する小都市。マンハイムとは近隣にある小都市でもあり、すぐ南にヴィースロッホがある。

## 概要
アウトバーンの同名のジャンクションとSAPの本社があることで広く知られている。隣接するヴィースロッホとともに総人口6万人ほどの地域を管轄する中級中心都市を形成している。ヴァルドルフはヨーロッパで最も裕福な都市の一つであり、ドイツで最も経済的魅力のある町として、これまでにもたびたび表彰されている。
この町は、ヴァルドルフ学校や、この町からの移住者ジョン・ジェイコブ・アスターが創設したニューヨークのウォルドルフ＝アストリア・ホテルおよび、そこで発明されたウォルドーフサラダの、間接的ながら、名前の元となった。
北にフランクフルト・アム・マイン、ダルムシュタット、ロルシュなどがあり、住民構成はマインツ、マンハイム同様に、中部ドイツ語のうちプファルツ語に属するクーアプファルツ語を言語とする住民が多い。

## 歴史
ヴァルドルフは、770年10月20日のロルシュ修道院の寄贈証明書に初めて記録されている。出土品からもっと古い時代から広場を中心とした入植地があったことが知られており、ここから後に森 (Wald) に囲まれた村 (Dorf) が造られた。
1230年にライン宮中伯はヴァルドルフを帝国レーエンとして獲得した。ドイツ農民戦争や三十年戦争でヴァルドルフは戦闘や略奪の場となった。プファルツ継承戦争では1689年に完全に破壊され、数年後に再び入植が始まった。他のプファルツ選帝侯領の町と同じく、新しい入植者はスイスからの宗教亡命者が多く、その中にはアスター家も含まれていた。
19世紀の初めにヴァルドルフはバーデン領となった。1843年に始まったマンハイムからカールスルーエへのラインタール鉄道の建設によりこの町は19世紀に最初の経済的躍進を遂げた。1901年にバーデン大公フリードリヒ1世はヴァルドルフに都市権を与えた。第二次世界大戦後にはハイデルベルクの印刷機メーカーが進出し、70年代にはERPソフトウェア大手のSAPが本社を置いた。これによりヴァルドルフは、この地域で最も魅力的で最も裕福な町となった。
ヴァルドルフは、2006 FIFAワールドカップの際に、コスタリカのキャンプ地となった（6月9日から6月21日）。

## 行政

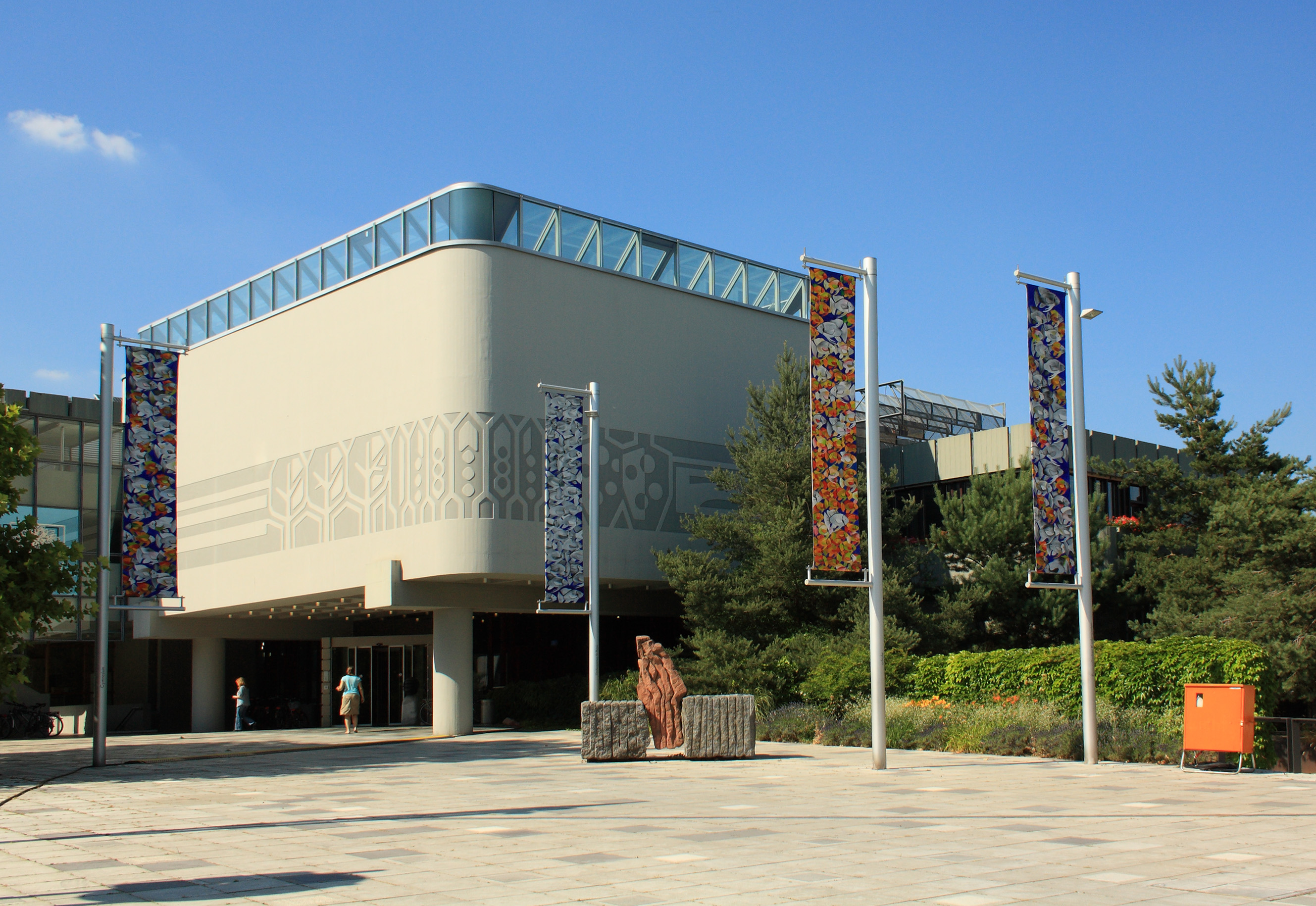
市庁舎

### 市議会
ヴァルドルフの市議会は、22人の議員からなる。

### 市長
- 1998年 - 2011年: ハイツ・メルクリンガー (CDU)
- 2011年 - : クリスティアーネ・シュタープ (CDU)

### 紋章
図柄: 赤地に緑の土地。そこにドングリをつけた銀のオークの木 (Eichbaum) 。この紋章は、16世紀半ばに初めて登場した印章に基づいている。オークの木は、おそらく村の名前 Wald-Dorf（森の村）にちなんで選択されたと思われる。1900年以降にヴァルドルフが用いた紋章には宿根草 (Eichenstaude) が描かれていた。長年にわたる修正に向けての努力の結果、1967年に再びオークの木の紋章が認可された。ヴァルドルフの旗は、白 - 赤である。

### 友好都市
- アストリア（USA、オレゴン州）1963年
- クルクラーレリ（トルコ、クルクラーレリ県）1970年
- サン・マックス（フランス、ムルト＝エ＝モゼル県）1985年
- ウォルドーフ（USA、メリーランド州）2002年
- フリーポート（USA、ニューヨーク州）2003年
- ヴァルドルフ（ドイツ、テューリンゲン州）2007年

## 文化と見所

### 建築
アスターハウス
ジョン・ジェイコブ・アスターは1848年に亡くなる際、故郷ヴァルドルフに貧困者救済資金として5万マルクを遺贈した。この資金で建設されたのがこのアスターハウスで、1854年から1937年まで救貧院として用いられた。1970年以降この建物は、展示面積400m2の郷土博物館として利用されている。また、一部は戸籍役場などにもなっている。

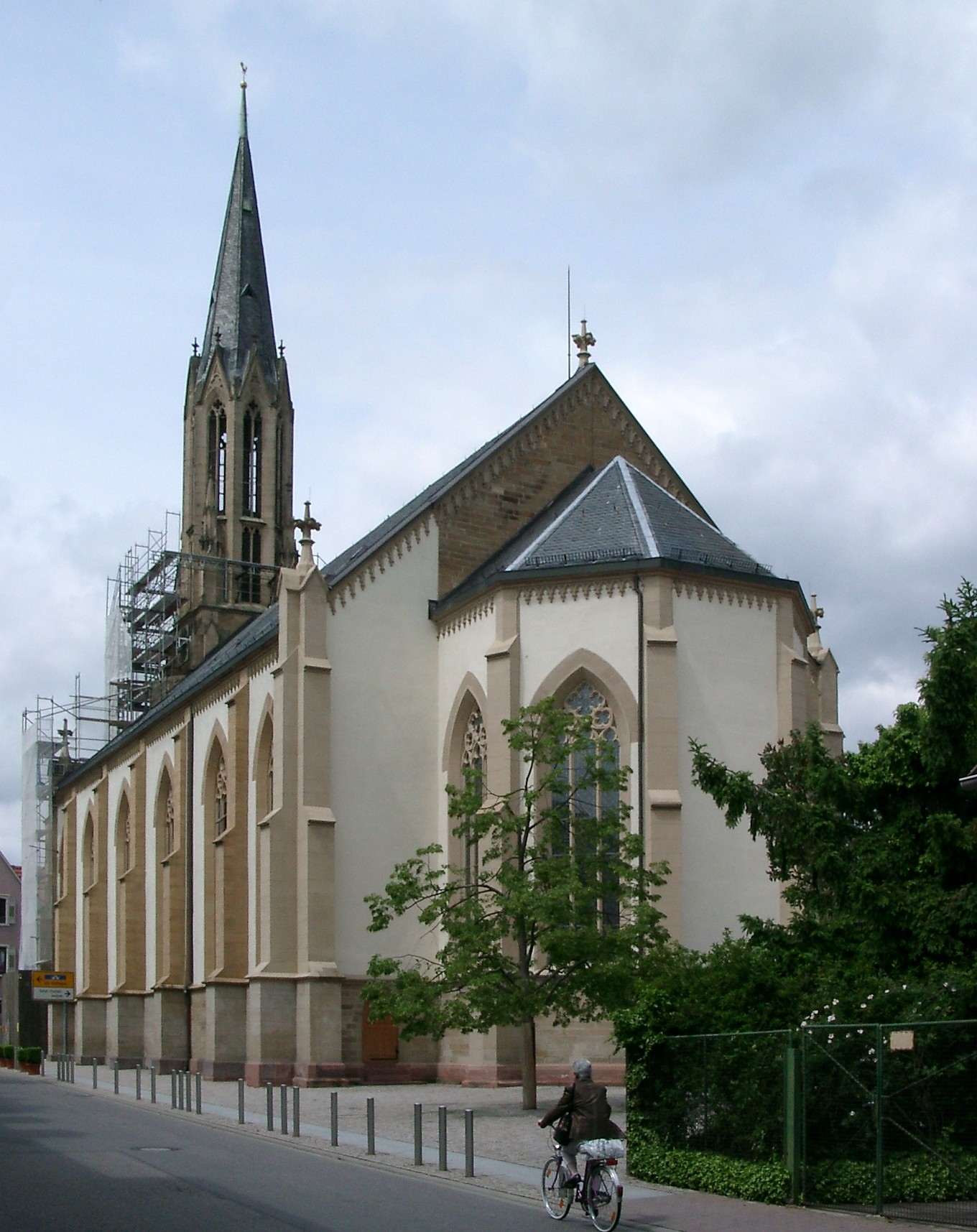
プロテスタント教会
この都市の、文字通りの意味で「突出した」記念建造物がプロテスタント教会である。この教会堂は、1858年から61年に建設されたネオゴシック様式の三翼からなるホール式教会である。内部には創建当時のオリジナルな部分が散見される。特に注目すべきは、ヨーゼフ・アントン・ニコラウス・ゼッテガストによる十字架上のキリストを描いた祭壇画である。

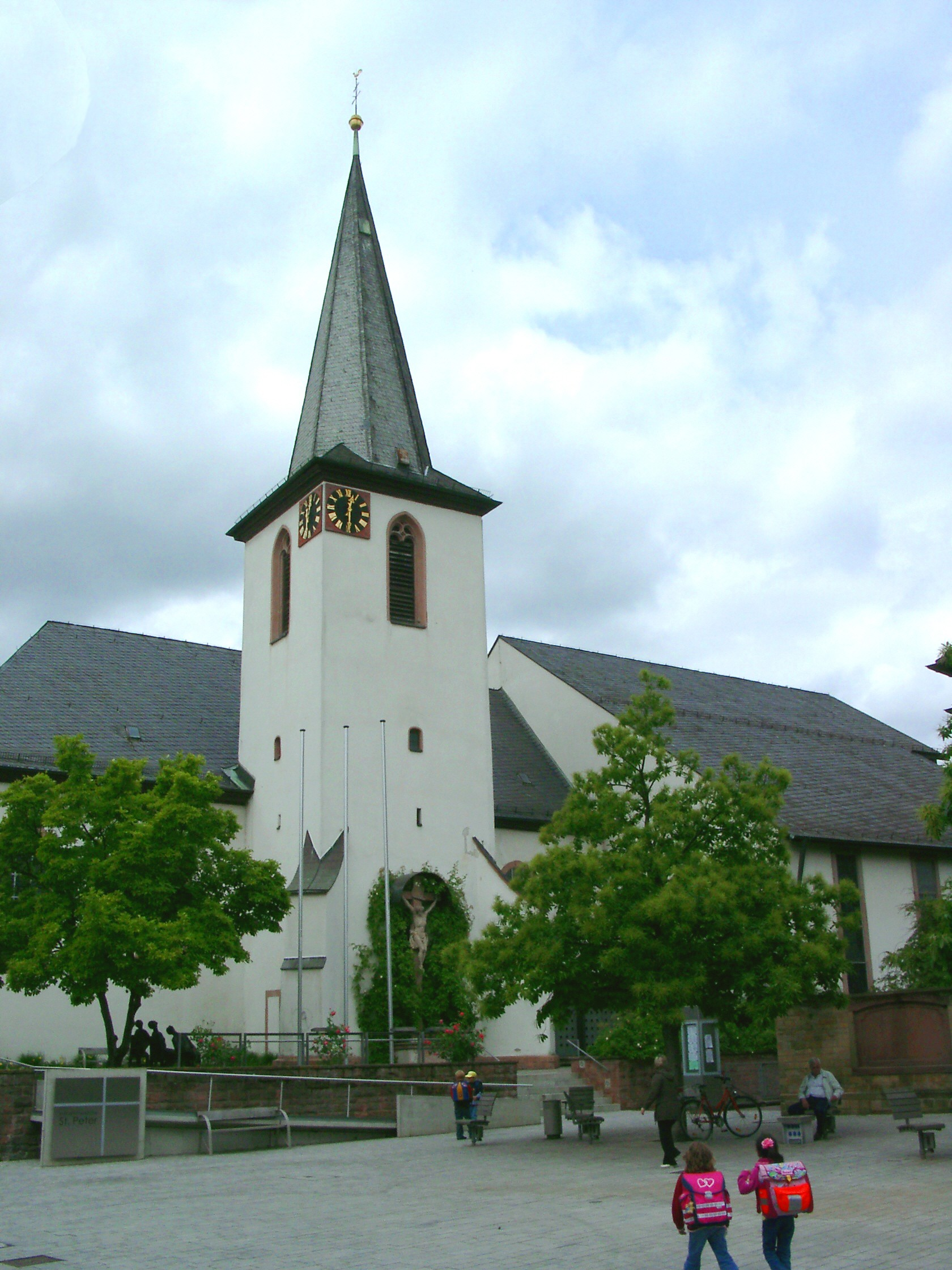
カトリック教会
さらに古いのがカトリック教会である。現在の後期バロック様式の建物は1787年から91年に先行する壁の跡を利用して建てられた物である。見所は、鐘楼のルカ、マルコ、マタイ、ヨハネの四使徒を描いた15世紀のフレスコ画や、1716年から1742年にこの地を治めた選帝侯カール・フィリップの豪華な装飾紋章である。
ラウレンティウス礼拝堂
歴史上の宝とも言うべきは、1783年建造のラウレンティウス礼拝堂である。この建物は、1764年に解体されたゴシック様式の城内礼拝堂を移築した可能性があり、だとすればジッキンゲン家の旧城館の現存する数少ない遺構となる。すぐ隣に建つ18世紀の木組み建築ベルゼは、ジッキンゲン家の主館である。その大地下倉庫は、中世の砦の遺構である可能性がある。
旧シナゴーグ
オーバードルフからほんの数m離れた場所にこの旧シナゴーグがある。この建物は1716年に改革派教会として建設された。プロテスタント教会完成後、この建物は1861年から国家社会主義によって排除される1938年までユダヤ教のシナゴーグとして用いられた。1954年以降、新使徒派教会が用いている。

## スポーツ
- SGヴァルドルフ＝アストリア: 男女ハンドボール・チームが有名。
- FCアストリア・ヴァルドルフ: 1995年に1FC08ヴァルドルフとSGヴァルドルフ＝アストリア02のサッカー部門が合併してできたサッカー・クラブ。2007年に北バーデン連合リーグで優勝し、オーバーリーガ・バーデン＝ヴュルテンベルクに昇格した。

## 経済と社会資本

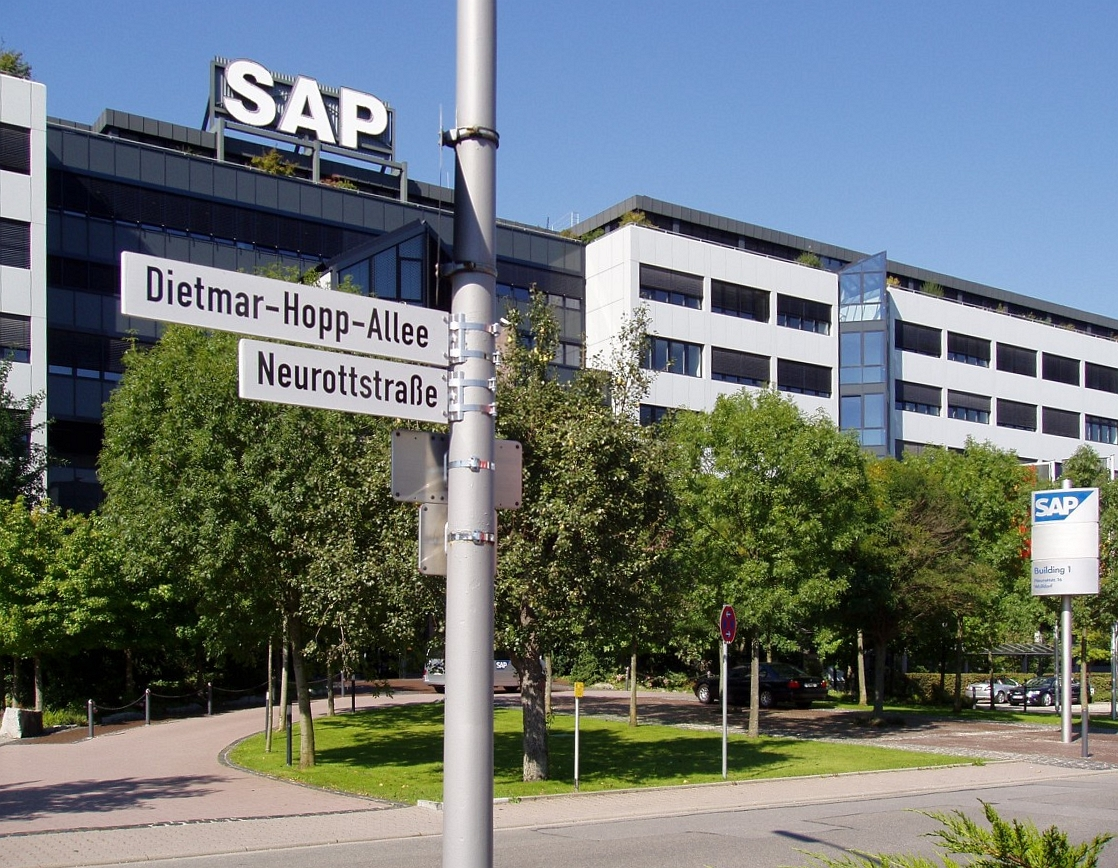
SAP

19世紀の終わりまで、ヴァルドルフは農業の町であった。ホップ、タバコ、アスパラガスが栽培された。その後、農作物取引の商業都市へとゆっくりと移行していった。アスパラガスは現在も栽培されており、多くのアスパラガス農家は直販路を持っている。
現在、ヴァルドルフには、その人口14,500人以上に匹敵する職場がある。このためこの町は周辺全域から多くの人を引き寄せている。最も重要な産業分野は、情報技術 (SAP) 、印刷機械 (HDM) 、家具調度品 (Ikea) 、環境技術、塗料、潤滑剤技術、建設業、サービス業、音楽産業などである。

### 地元企業
ヴァルドルフの最大の雇用主は、国際的に活動するソフトウェア企業のSAPである。この会社は、この街に本社を置いている。この他の大手雇用主としては、ヴィースロッホに工場を持ち、ヴァルドルフ/ヴィースロッホ工業地域に5,600人の従業員を抱えるHeidelberger Druckmaschinenである。アウトバーンA5号線のすぐ横にイケアの店舗がある。また、Realtechは、ヴァルドルフに本社を置く。ヴァルドルフの産業は主にソフトウェア、ハードウェア、機械製造の分野にある。

### 交通

#### 道路交通
ヴァルドルフはアウトバーンA5号線（ヴァルドルフ/ヴィースロッホ・インターチェンジ）に面し、A6号線（ヴィースロッホ/ラウエンベルク・インターチェンジ）にも遠くない。また、この道路により欧州自動車道路E35号線およびE60号線と直接結ばれている。
連邦道B39号線およびB291号線が市内を通過している。ハイデルベルクへは15km、マンハイムへは30kmの距離である。

#### 公共交通機関

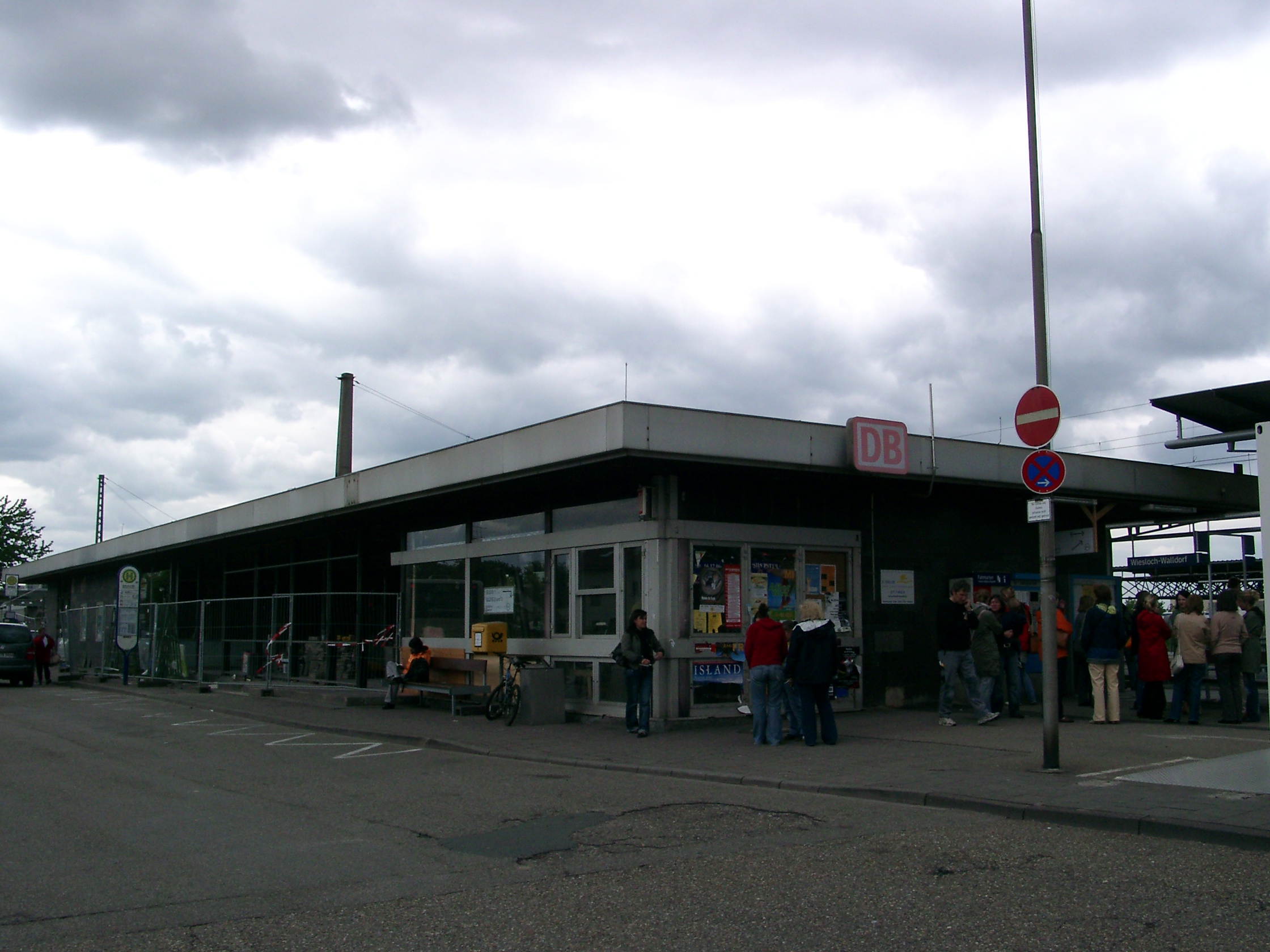
ヴァルドルフ/ヴィースロッホ駅

ヴィースロッホ/ヴァルドルフ駅は、ヴァルドルフ工業地域の東端にあるバーデン=クアプファルツ鉄道（ハイデルベルク – カールスルーエ）の駅である。この駅にはICやローカル列車が停車する。ローカル列車を使うと、ヴィースロッホ/ヴァルドルフ駅からシュトゥットガルトまでは1時間20分であるが、2時間毎にしか運行していない。ヴィースロッホ/ヴァルドルフ駅に停車するインターシティは、まれである。この駅にはこの他に、ラインネッカーSバーンの列車が乗り入れている。S3系統およびS4系統の列車がハイデルベルク/マンハイム方面およびブルフザール/カールスルーエ本面の列車が30分ごとに発着している。
市内の交通については、隣接するヴィースロッホと共同で13系統のバスを運行する市バス網が設けられている。1902年から1907年までは鉄道馬車が走っていた。後に電化され、1954年8月1日までStädtische Straßenbahn Walldorf（ヴァルドルフ市路面電車）として営業していた。
市内地域間や周辺町村への近郊交通はライン=ネッカー交通連盟が担当している。バート・シェーンボルンから南はカールスルーエ交通連盟の担当である。

### 教育
ギムナジウム・ヴァルドルフの他、基礎課程学校、本課程学校がある。

## 人物

### 出身者
- ジョン・ジェイコブ・アスター（1763年 - 1848年）アメリカに移住し、毛皮取引と不動産によって、当時最も裕福な人物となった。